# ایستگاه راه‌آهن اصفهان
ایستگاه راه‌آهن اصفهان یک ایستگاه راه آهن واقع در اصفهان، سومین شهرستان و دومین منطقه کلانشهری بزرگ ایران است. این ایستگاه متعلق به راه‌آهن جمهوری اسلامی ایران است و در حال حاضر دو سرویس سه بار در هفته دارد، یکی به مشهد و دیگری به بندرعباس.
این ایستگاه به عنوان ایستگاه پایانه ای طراحی شده‌است که خطوط ریلی از خط اصلی منشعب شده و به ایستگاه ختم می‌شوند. این امر باعث شده‌است که بعضی خطوط عبوری از اصفهان همه ایستگاه را دور زده و باعث صرفه جویی در یک تا دو ساعت از وقت تلف شده برای ورود به شاخه و معکوس کردن شود.
یک ایستگاه مترو در حال ساخت در ایستگاه برای اتصال به مرکز شهر و دو ترمینال اصلی بین شهری اصفهان است.

## خط راه‌آهن
- خط راه‌آهن بادرود-بوشهر
- خط راه‌آهن اصفهان-بافق

## خلاصه سرویس‌ها
توجه: طبقه‌بندی‌ها غیررسمی هستند و فقط به بهترین شکل نشان دهنده نوع خدمات ارائه شده در هر مسیر است معنی طبقه‌بندی‌ها:
- سرویس محلی: خدماتی که از یک شهر بزرگ شروع می‌شوند و به بیرون حرکت می‌کنند و در همه ایستگاه‌ها متوقف می‌شوند
- سرویس منطقه ای: خدماتی که دو مرکز عمده را متصل می‌کنند، تقریباً در همه ایستگاه‌ها متوقف می‌شوند
- سرویس InterRegio: سرویس‌هایی که دو مرکز بزرگ را متصل می‌کنند، با توقف در ایستگاه‌های اصلی و برخی از ایستگاه‌های کوچک
- سرویس InterRegio-Express: سرویس‌هایی که دو مرکز بزرگ را متصل می‌کنند، در ایستگاه‌های اصلی متوقف می‌شوند
- سرویس بین شهری: سرویس متصل کننده دو (یا بیشتر) مرکز اصلی، بدون توقف در این بین، تنها با هدف اتصال مراکز گفته شده‌است.

## مسیرهای خطوط
| ایستگاه قبلی |  | شرکت راه‌آهن جمهوری اسلامی ایران |  | ایستگاه بعدی        |
| ------------ |  | ------------------------------- |  | ------------------- |
| ایستگاه آخر  |  | راه‌آهن ایرانInterRegio Service  |  | میبدبه سمت بندرعباس |
| ایستگاه آخر  |  | راه‌آهن ایرانInterCity Service   |  | طبسبه سمت مشهد      |